# Курапати
Курапати (блр. Курапаты) пошумљена је област у Белорусији недалеко од Минска, у којој је убијен велики број људи од стране совјетске тајне полиције НКВД-а, између 1937. и 1941. године.
Тачан број жртава није познат, пошто су НКВД архиве биле део војне тајне у Белорусији. Према различитим изворима, број особа које су нестале у Курапатију се процењује до 7.000 (према белоруском државном тужитељу Бозељку), најмање 30.000 особа (према белоруском државном тужиоцу Тарнавском), све до 100.000 (према изворима из књиге Белорусија), од 102.000 до 250.000 особа (према чланку Зјанона Пазнјака у новинама “Литаратура и масташтва”), 250.000 особа (према пољском историчару и професору на универзитету у Вроцлаву Здиславу Јулијану Виничком), и више, према британском историчару Нормалну Дејвису.

## Откриће и сећања
Гробове је открио историчар Зјанон Празнјак, а ексхумација остатака из 1988. године је дала додатни замах про-демократским и про-независним покретима у Белорусији задњих година Совјетског Савеза пре његовог распада.
Истраге су спровели и совјетска и белоруска влада, али биле су неуверљиве у томе да ли је злочине починио НКВД-е или немачки окупатори.
У књизи Курапати: Пут у смрт тврди се, после обилних истраживања, да немачка војска није никад ушла у место тако да није могла починити злочин.
Ове изјаве су засноване на сведочанствима бивших чланова НКВД-а и сведочењима 55 очевидаца мештана из локалних села, који су тврдили да је НКВД-е довозио људе камионима и погубљивао их имеђу 1937. и 1941. године.
Председник САД Бил Клинтон је посетио Курапатску шуму 1994. године. Дошавши у Белорусију, захвалио се белоруској влади зато што је пристала да премести нуклеарно оружје у Русију.